# Ixelles
Pour l’article ayant un titre homophone, voir XL.
Ixelles (prononciation : /ik.sɛl/ ; en néerlandais : Elsene /ˈɛl.sə.nə/ ; en bruxellois : Olche) est l'une des 581 communes belges et une des 19 communes bilingues de la Région de Bruxelles-Capitale.
Située dans le sud-est de Bruxelles, dans la couronne centrale de la région, sa superficie est de 6,41 km2 répartie en deux sections séparées par l'avenue Louise. Elle comptait, au 1er janvier 2024, 89 278 habitants, soit une densité de 13 827,93 habitants/km2.
Ixelles est connue pour sa population très hétérogène, son offre culturelle et ses nombreux commerces. La présence des campus de l'Université libre de Bruxelles et de la Vrije Universiteit Brussel en font une commune très fréquentée par les étudiants.

## Toponymie
Le nom provient du nom du hameau d’Elsele, « la demeure aux aulnes » (de else : « aulne » et sele : « demeure » ou « château »), d’après le nombre d’aulnes qu’on y retrouvait parmi les prairies, près des étangs. Ce nom est devenu Elsen et ensuite Elsene en néerlandais, Ixel et ensuite Ixelles en français. Le blason et le logo de la commune représentent d'ailleurs un aulne.

## Géographie

### Quartiers
Ixelles rassemble des quartiers très différents. On peut citer :
- quartier de la porte de Namur et de la Toison d’or, quartier très commerçant pouvant être considéré comme le second centre de Bruxelles, grandes enseignes et commerces de luxe ;
- quartier Matongé, qui se caractérise notamment par la présence d’une importante communauté originaire de la République démocratique du Congo, ancienne colonie belge. Par référence à un quartier populaire de la commune de Kalamu (Kinshasa), le quartier où se retrouve cette communauté (autour de la porte de Namur) est connu de tous les Bruxellois sous le nom de Matonge (prononcer « Mato’ngué »). Ce quartier évolue cependant vers une plus grande multiculturalité, avec une présence affirmée de la communauté asiatique, indienne et pakistanaise ;
- quartier Saint-Boniface : quartier branché situé au sud de Matonge ;
- quartier Fernand Cocq : autour de la place du même nom. Il abrite la maison communale ;
- quartier Flagey : autour de l'emblématique Place Flagey. Il englobe la cité de l’Aulne, le quartier Malibran, le quartier Gray et les étangs d’Ixelles, et plusieurs lieux culturels ;
- quartier de La Cambre : on y trouve l'École nationale d'arts visuels de La Cambre et le parc de l'Abbaye ;
- quartier Châtelain - Bailli - Brugman : quartier chic : artisanat, librairies, épiceries, restaurants... ;
- quartier du Luxembourg, quartier européen autour de la place du Luxembourg, avec notamment le Parlement européen et la gare de Bruxelles-Luxembourg ;
- quartier du cimetière d’Ixelles - Université libre de Bruxelles : quartier étudiant qui divise la Cité Volta, l'ULB et le quartier de la Petite Suisse, regroupant plusieurs restaurants et snacks ;
- quartier Boondael : quartier du sud d'Ixelles, moins urbain. Il comprend la gare de Boendael ou le square du Vieux Tilleul et s'étend jusqu'au bois de la Cambre et Watermael-Boitsfort ;
- quartier Berkendael : quartier chic et moins dense, adossé à Uccle et Saint-Gilles.

### Communes limitrophes
|                       | Ville de Bruxelles |                       |
| Forest - Saint-Gilles | Ixelles            | Etterbeek - Auderghem |
| Uccle                 | Ville de Bruxelles | Watermael-Boitsfort   |

## Histoire

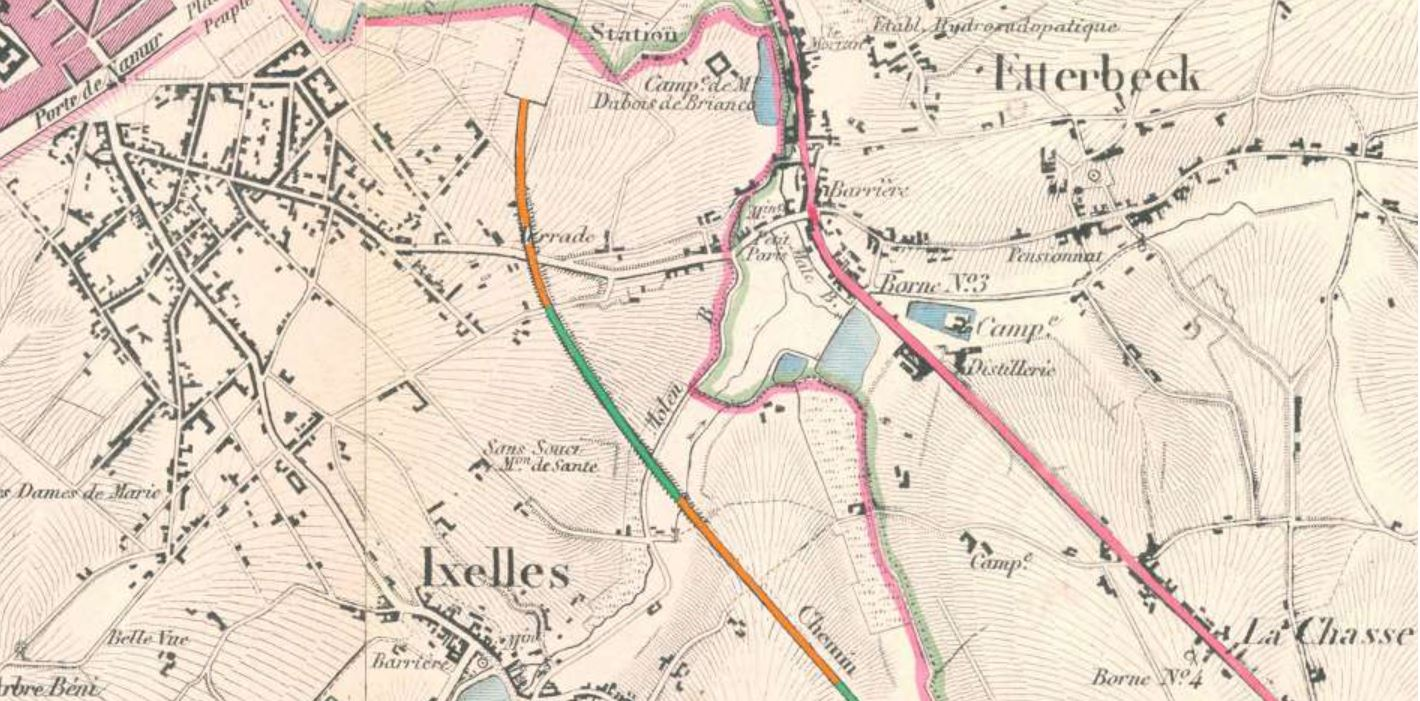
Ixelles en 1854

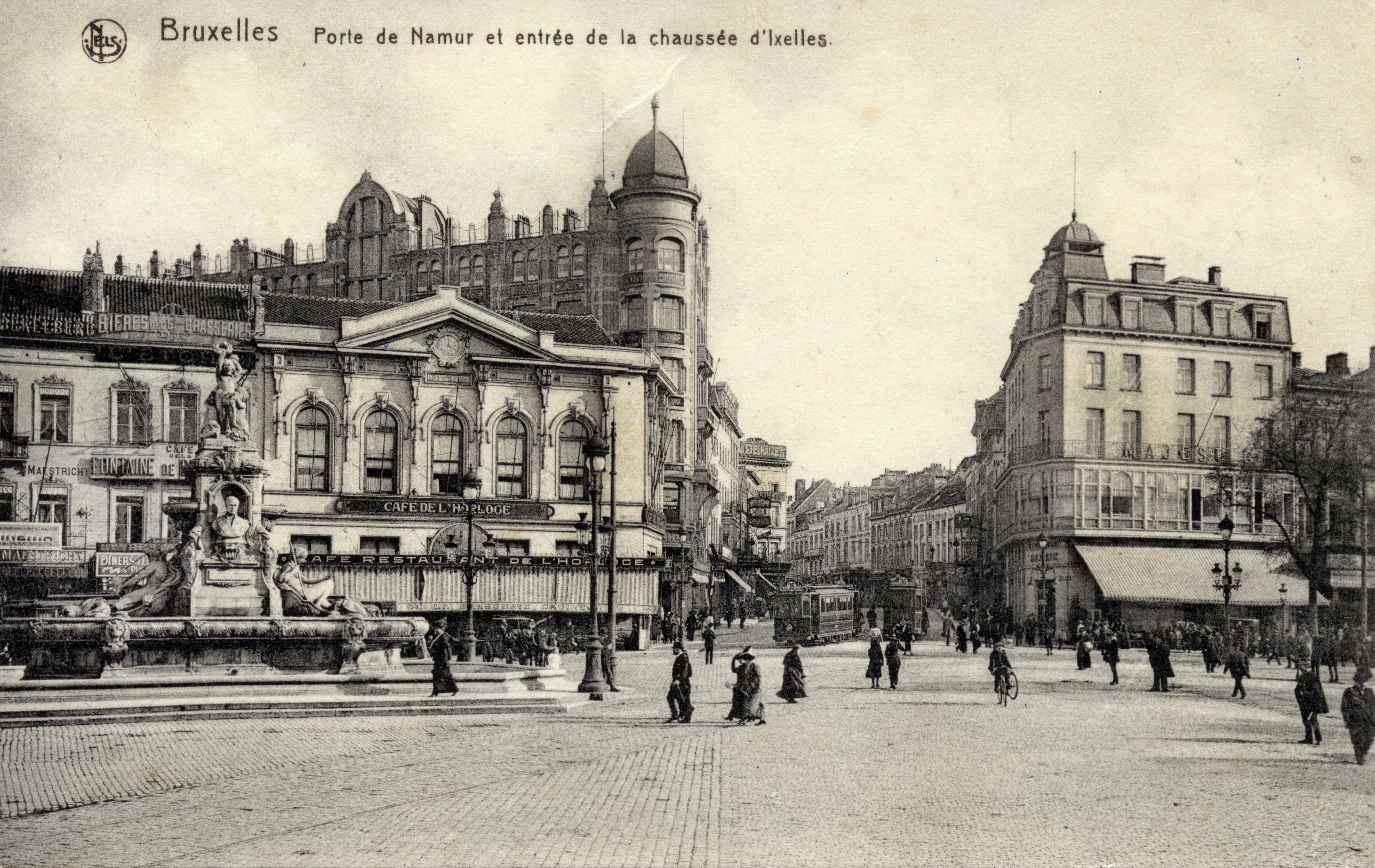
Porte de Namur c. 1900.

Au Moyen Âge, il y avait deux Ixelles : Ixelles-sous-Bruxelles, qui dépendait du magistrat de Bruxelles, et Ixelles-sous-le-Châtelain, qui faisait partie des possessions du châtelain de Bruxelles. Quand celui-ci fut anobli, Ixelles-sous-le-Châtelain devint Ixelles-le-Vicomte.
Lors de la création de la commune d'Ixelles au XVIIIe siècle, trois hameaux furent réunis pour la former, :
- Haut-Ixelles ou Ixelles-sous-Bruxelles[7], Opper-Elsene en néerlandais ;
- Bas-Ixelles ou Ixelles-le-Vicomte[7], Neder-Elsene en néerlandais ;
- Boondael, Boondaal en néerlandais.

Auxquels s'ajoutent deux bois :
- celui du Tenbosch où se trouvait un petit hameau[5] ;
- celui du Solbosch.

Ceux-ci furent rapidement rejoints par La Cambre qui avait été d'abord indépendante.
En 1864, une partie du territoire communal, dont l'Avenue Louise, fut annexée à la ville de Bruxelles, coupant la commune en deux parties non contiguës.
La commune d'Ixelles est aujourd'hui très diverse tant culturellement qu'économiquement. En effet, le nord de la commune, traditionnellement plus populaire, abrite des populations de multiples nationalités. En 2022, un peu moins de la moitié (49,3%) des habitants étaient de nationalité étrangère. Des populations fort aisées résident dans l'ouest de la commune (quartier Châtelain), le sud et les quartiers bordants les étangs d'Ixelles.
Selon les études démographiques, on y retrouve une part croissante de jeunes adultes et de travailleurs internationaux.
Ixelles abrite également plusieurs quartiers dits « branchés » de la capitale belge, comme le quartier Flagey ou le quartier du Châtelain, richement dotés en bars, restaurants et activités culturelles.

## Héraldique
|  | La commune possède des armoiries qui lui ont été octroyées le 17 février 1888. Les armoiries montrent un aulne (Els en néerlandais). Ixelles n'est devenue une commune séparée qu'en 1813, donc aucune armoirie ou sceau historique n'existe. Il existe une différence entre le blasonnement (au naturel) et le dessin (de sinople). Blasonnement : D'argent à un aune au naturel. - Délibération communale : 4 mai 1886 - Arrêté royal : 17 février 1888 Source du blasonnement : Heraldy of the World. |

## Sites remarquables
- Le site de l'abbaye de la Cambre et son École nationale supérieure des arts visuels
- Les Étangs d’Ixelles
- L'ancienne Maison de la radio de style Art déco
- De nombreux édifices Art nouveau dont plusieurs de l'architecte Victor Horta
- L'église écossaise - St Andrew’s Church
- L'église Saint-Adrien
- Place Eugène Flagey
- Place Fernand Cocq et l'hôtel communal, ancienne résidence de la cantatrice Maria Malibran et de son mari Charles-Auguste de Bériot.
- Quartier de la Petite Suisse
- Quartier Saint Boniface
- Cimetière d'Ixelles, monuments funéraires remarquables
- Avenue Louis Lepoutre, maison personnelle de Camille Damman, immeuble à appartements de style moderniste, construit par les architectes Raoul J. Brunswyck & O. Wathelet en 1962, le commissariat de l'avenue Louis Lepoutre

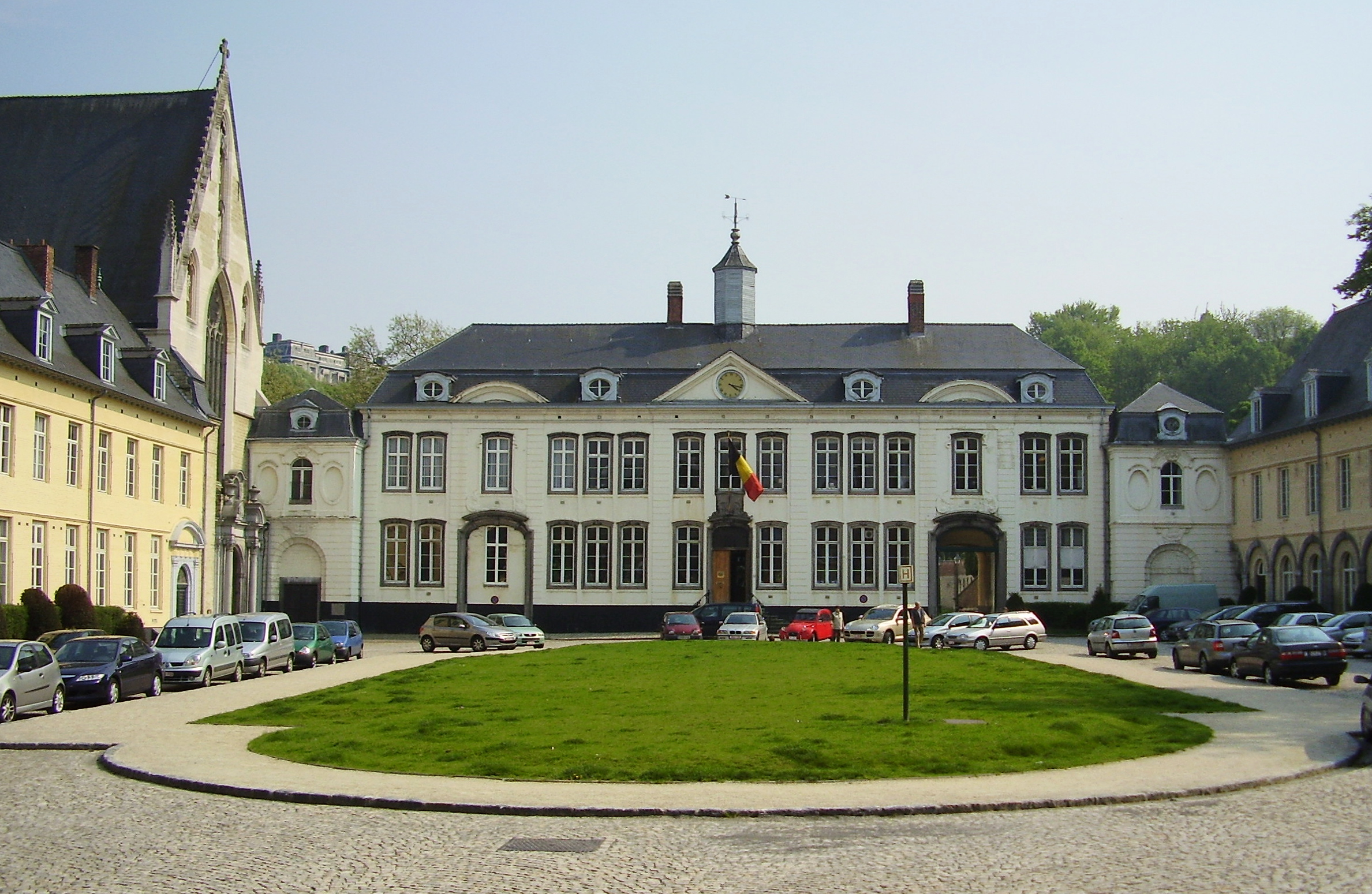
Site de l'abbaye de la Cambre.
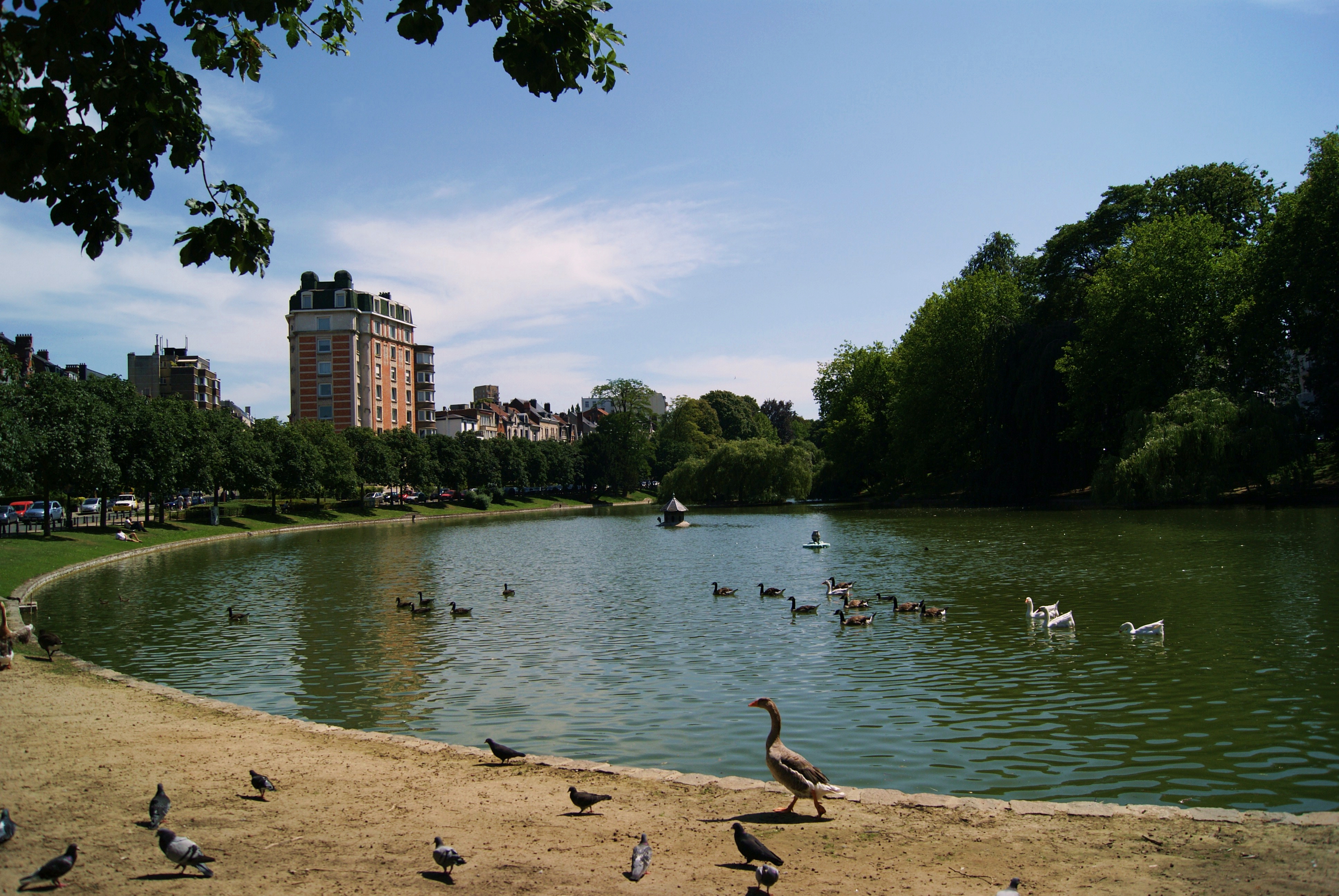
Les étangs d'Ixelles.
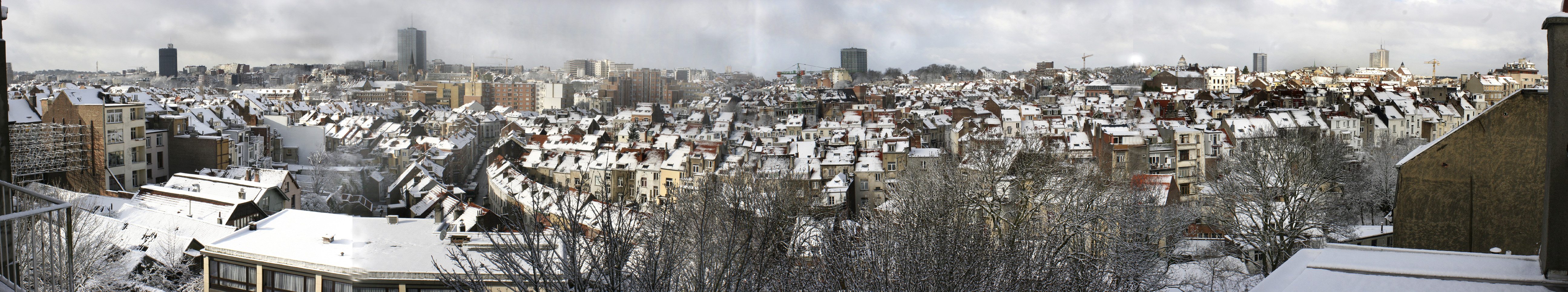
Ixelles en hiver.

## Enseignement
La commune d'Ixelles accueille des implantations des trois universités bruxelloises : la Vrije Universiteit Brussel y a son siège dans son campus Etterbeek (bien que situé à Ixelles), campus partagé avec l'université libre de Bruxelles (campus de la Plaine). L'université Saint-Louis - Bruxelles est de surcroît implantée dans la commune, où se situe sa Faculté de traduction et interprétation Marie-Haps.
Parmi les établissements scolaires, citons l'ancien athénée royal et l'athénée royal.

## Démographie

### Évolution de la population
Les graphiques suivant reprennent sa population résidente au 1er janvier de chaque année
| Habitants                       | 4 438  | 14 251 | 18 371 | 23 210 | 31 992 | 36 324 | 44 497 | 58 615 | 72 991 | 81 245 | 83 912 | 90 711 | 94 211 | 86 450 |
| Index                           | 100    | 321    | 414    | 523    | 721    | 818    | 1 002  | 1 321  | 1 645  | 1 831  | 1 891  | 2 044  | 2 123  | 1 948  |
| Année                           | 1981   | 1991   | 2000   | 2010   | 2020   | 2021   | 2022   | 2023   | 2024   |        |        |        |        |        |
| Habitants                       | 75 723 | 72 610 | 73 174 | 80 183 | 87 632 | 87 488 | 87 052 | 88 521 | 89 278 |        |        |        |        |        |
| Index                           | 1 725  | 1 654  | 1 667  | 1 827  | 1 975  | 1 971  | 1 962  | 1 995  | 2 012  |        |        |        |        |        |
| chiffres INS - 1830 = Index 100 |        |        |        |        |        |        |        |        |        |        |        |        |        |        |

Graphe de l'évolution de la population de la commune.
- Source : DGS - Remarque : 1806 jusqu'à 1970 = recensement; 1981 = recensement; depuis 1991 = nombre d'habitants chaque 1er janvier[3],[12]

- Source : IBSA[13]

### Population étrangère
| Nationalité                                           | Population |
| France                                                | 12 171     |
| Italie                                                | 5 254      |
| Espagne                                               | 3 000      |
| Allemagne                                             | 1 937      |
| Portugal                                              | 1 721      |
| Roumanie                                              | 1 720      |
| Pologne                                               | 1 172      |
| Maroc                                                 | 1 147      |
| Grèce                                                 | 1 136      |
| Ukraine                                               | 908        |
| Source : IBSA Brussels, chiffres au 1er janvier 2024. |            |

## Vie politique

### Élections communales de 2024
|       |                                      |        |       |      |         |     |
| Parti | Parti                                | Voix   | %     | +/-  | Sièges  | +/- |
|       | Ecolo - Groen (Liste du bourgmestre) | 9 193  | 28,45 | 4,60 | 13 / 43 | 3   |
|       | MR-VLD                               | 8 964  | 27,74 | 2,19 | 13 / 43 | 1   |
|       | PS - sp.a                            | 6 340  | 19,62 | 0,71 | 9 / 43  | 0   |
|       | PTB-PVDA                             | 3 520  | 10,89 | 4,63 | 4 / 43  | 2   |
|       | Les Engagés (Objectif XL)            | 3 236  | 10,01 | 4,46 | 4 / 43  | 2   |
|       | DéFI                                 | 1 065  | 3,30  | 3,86 | 0 / 43  | 2   |
| Total | Total                                | 32 318 | 100   |      | 43      | 0   |

### Résultats des élections communales depuis 1976
| Partis                       | 10-10-1976 | 10-10-1976 | 10-10-1982 | 10-10-1982 | 9-10-1988 | 9-10-1988 | 9-10-1994 | 9-10-1994 | 8-10-2000 | 8-10-2000 | 8-10-2006 | 8-10-2006 | 14-10-2012 | 14-10-2012 | 14-10-2018 | 14-10-2018 | 13-10-2024 | 13-10-2024 |
| Votes / Sièges               | %          | 43         | %          | 41         | %         | 41        | %         | 41        | %         | 41        | %         | 41        | %          | 43         | %          | 43         | %          | 43         |
| ---------------------------- | ---------- | ---------- | ---------- | ---------- | --------- | --------- | --------- | --------- | --------- | --------- | --------- | --------- | ---------- | ---------- | ---------- | ---------- | ---------- | ---------- |
| ECOLO-Groen2                 | -          |            | 7,45       | 3          | 9,32      | 3         | 12,93     | 5         | 29,19     | 13        | 23,08     | 10        | 23,522     | 11         | 33,052     | 16         | 287,452    | 13         |
| MR/LB2                       | 41,442     | 20         | 39,982     | 20         | 45,392    | 22        | 49,12     | 24        | 40,242    | 19        | 37,80     | 18        | 29,09      | 15         | 25,552     | 12         | 27,742     | 13         |
| FDF/DéFI2                    | 29,49      | 14         | 24,04      | 11         | 17,87     | 8         | -         |           | -         |           | -         |           | 12,21      | 5          | 7,162      | 2          | -          |            |
| PS/LB1/PS-Sp.a2              | 9,65       | 4          | 9,29       | 4          | 15,34     | 6         | 15,18     | 6         | 15,67     | 7         | 21,361    | 9         | 16,611     | 8          | 18,912     | 9          | 19,622     | 9          |
| PTB-PVDA                     | 0,54       | 0          | 0,22       | 0          | 0,36      | 0         | 0,6       | 0         | 0,62      | 0         | -         |           | 1,82       | 0          | 6,26       | 2          | 10,89      | 4          |
| API-PSC/cdH1/Objectif XL2    | 9,74       | 4          | 8,43       | 3          | 6,27      | 2         | 7,61      | 3         | 6,91      | 2         | 11,301    | 4         | 9,411      | 4          | 5,552      | 2          | -          |            |
| ELSENE/VLD-VU-O1/VLD-Vivant2 | 5,04       | 1          | 3,07       | 0          | 3,92      | 0         | 2,36      | 0         | 2,051     | 0         | 2,152     | 0         | -          |            | -          |            | -          |            |
| Les Engagés-Objectif XL      | -          |            | -          |            | -         |           | -         |           | -         |           | -         |           | -          |            | -          |            | 10,01      | 4          |
| N-VA                         | -          |            | -          |            | -         |           | -         |           | -         |           | -         |           | 2,35       | 0          | 2,93       | 0          | -          |            |
| FN                           | -          |            | -          |            | -         |           | 7,98      | 3         | 1,78      | 0         | -         |           | -          |            | -          |            | -          |            |
| UDRT-RAD                     | -          |            | 3,63       | 0          | -         |           | -         |           | -         |           | -         |           | -          |            | -          |            | -          |            |
| Autres(*)                    | 4,1        |            | 3,88       |            | 1,53      |           | 4,23      |           | 3,54      |           | 4,3       |           | 4,98       |            | 0,58       |            | -          |            |
| Total des votes              | 44965      | 44965      | 38597      | 38597      | 36346     | 36346     | 31887     | 31887     | 31467     | 31467     | 34556     | 34556     | 32098      | 32098      | 34446      | 34446      | 33816      | 33816      |
| Participation %              | .          | .          | .          | .          | 82,39     | 82,39     | 82,04     | 82,04     | 78,57     | 78,57     | 85,31     | 85,31     | 80,11      | 80,11      | 82,36      | 82,36      | 79,44      | 79,44      |
| Votes blancs ou nuls %       | 4,13       | 4,13       | 4,61       | 4,61       | 4,82      | 4,82      | 4,35      | 4,35      | 2,22      | 2,22      | 5,37      | 5,37      | 5,08       | 5,08       | 4,98       | 4,98       | 4,43       | 4,43       |

 (*)1976:PCB,REXN,ULF 1982:PCB,SP,URD 1988:EVA 1994:PLUS,Vl.Blok,VLD,PLI,PH-HP,PLN-NWP 2000:PH-HP,Vl.Blok,AVE,FNB,La GP 2006:XL Citoyen,MAS-LSP,PH-HP 2012:Gauches Communes,Pirates,Égalité 2018:VOLT BE
| Collège communal  |                            |                                      |
| ----------------- | -------------------------- | ------------------------------------ |
| Bourgmestre       | Romain De Reusme           | PS - PS-Vooruit                      |
| 1er Échevin       | Gautier Calomne            | MR - MR & VLD avec vous              |
| 2e Échevin        | Geoffroy Kensier           | Les Engagés-ObjectifXL               |
| 3e Échevin        | Nabil Messaoudi            | PS - PS-Vooruit                      |
| 4e Échevine       | Nathalie Gilson            | MR - MR & VLD avec vous              |
| 5e Échevin        | Jacques de Jonghe d'Ardoye | MR - MR & VLD avec vous              |
| 6e Échevine       | Nevruz Unal                | PS - PS-Vooruit                      |
| 7e Échevine       | Julie de Groote            | Les Engagés - Les Engagés-ObjectifXL |
| 8e Échevine       | Valérie Libert             | Open VLD - MR & VLD avec vous        |
| Président du CPAS | Hassan Chegdani            | PS - PS-Vooruit                      |

## Économie
Le siège historique de Solvay était à Ixelles, jusqu'en 2011.

## Lieux culturels et monuments
- Musée d'Ixelles

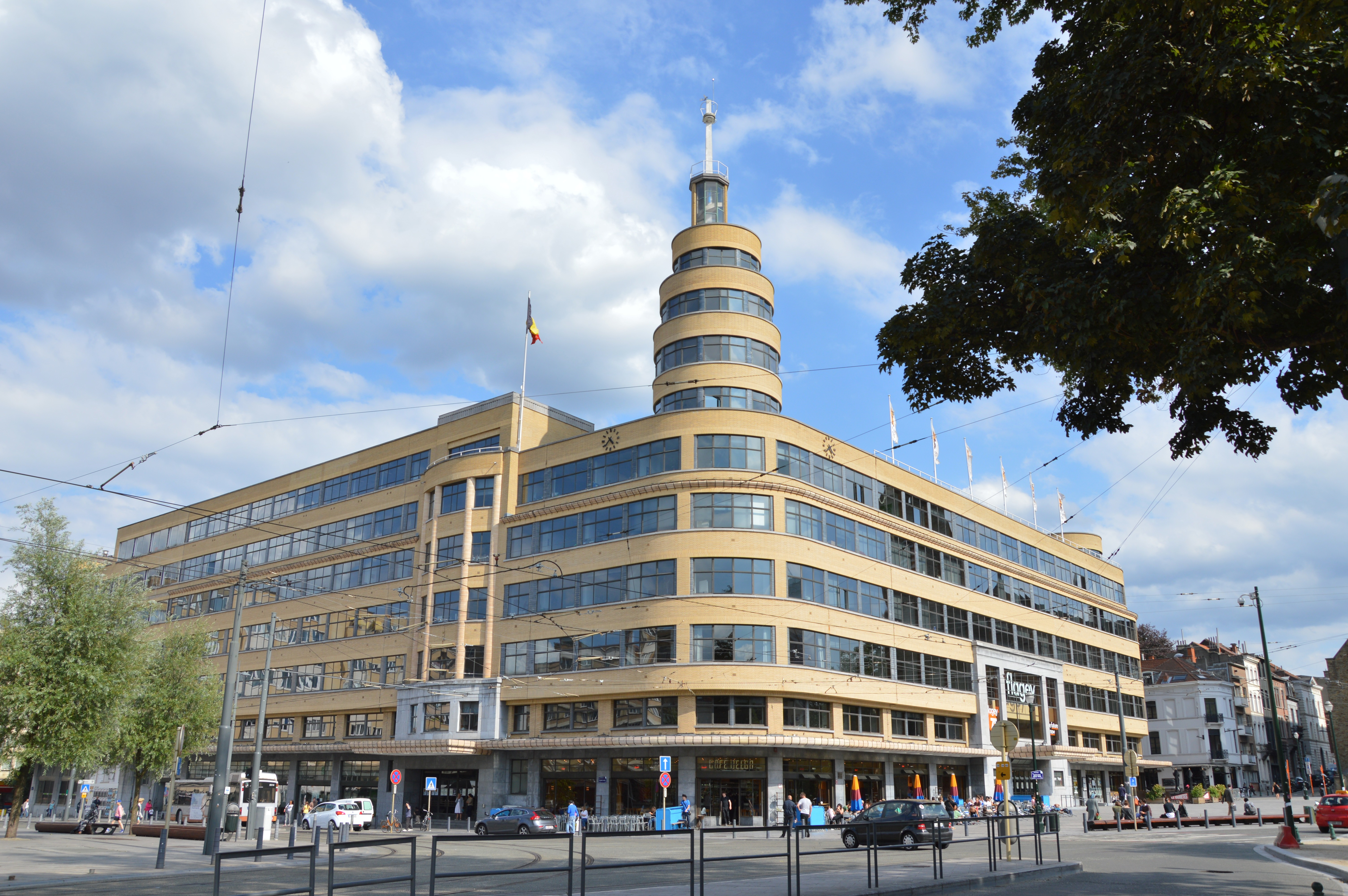
Le Flagey (ancienne Maison de la Radio).

- Musée Meunier, consacré à Constantin Meunier
- Musée Wiertz, consacré à Antoine Wiertz
- Musée des Enfants
- Le Flagey : Maison culturelle vouée à la musique et à l’image, située dans l'ancien bâtiment de la radio nationale.
- Théâtre Varia
- Théatre L'L
- La Soupape
- Théâtre Marni
- Théâtre de la Toison d'or
- Petit Théâtre Mercelis
- Le Rideau de Bruxelles
- Théâtre Molière
- Théâtre Mercelis
- Salle Dublin
- Kings of Comedy Club : comedy club créé en 2012 par Cédric Vantroyen et Gilles Morin[21]. De nombreux humoristes ont fréquenté cette salle de spectacles dont Kyan Khojandi, Mustapha El Atrassi, Blanche Gardin, Yacine Belhousse, Dan Gagnon, Thomas Wiesel, Pierre-Emmanuel Barré, Marina Rollman ou encore Shirley Souagnon. En 2018, les humoristes belges Alex Vizorek et Guillermo Guiz deviennent actionnaires du lieu[22],[23],[24].

Le 15 mars 1937, le Comité National Belge de la Société des auteurs, compositeurs et éditeurs de musique a inauguré, dans le cimetière, un monument en hommage à Eugène Ysaÿe.

## Personnalités liées à la commune

### Autorités civiles - Militaires - Religieux
Politiques
- Philippe Coppyn (1796-1874), homme politique belge francophone libéral, y mourut.
- Charles Woeste (1837-1922), avocat et député flamand, y mourut.
- Alexandre Braun (1847-1935), juriste, bâtonnier et sénateur.
- Émile Vandervelde (1866-1938), homme politique, y naquit.
- Lénine (1870-1924), Vladimir Ilitch Oulianov, révolutionnaire communiste, théoricien politique et homme d'État russe, y passa quelques mois en 1914.
- Antonina Grégoire (1913-1952), résistante, communiste et femme politique, y est morte.
- Étienne Pinte (1938-), homme politique, y est né.
- Ursula von der Leyen (1958-), Présidente de la Commission européenne, y est née.
- Sophie Wilmès (1975-), femme politique belge, Première ministre (2019-2020).

Militaires, résistants
- Maurice Exelmans (1816-1875), amiral français, fils du maréchal Exelmans, y naquit.
- Le général Boulanger (1837-1891), militaire et homme politique de la IIIe République s’y suicida.
- Charles de Hepcée (1911-1944), aviateur et résistant, y naquit.
- Arnaud Fraiteur (1924-1943), résistant, y naquit.

Religieux
- Saint Boniface de Bruxelles (1181-1260), théologien et évêque de Lausanne, y naquit.
- Serge Brisy (1886-1965), écrivaine et théosophe est née à Ixelles
- Léon-Joseph Suenens (1904-1996), cardinal, archevêque de Malines-Bruxelles, y naquit.

### Arts audio-visuels
- Réginald (1881-1951), acteur de cinéma belge, y naquit.
- Jacques Feyder (1885-1948), cinéaste, réalisateur, scénariste, acteur, producteur et monteur, y naquit.
- Fernand Gravey (1905-1970), comédien, y naquit.
- Agnès Varda (1928-2019), cinéaste, y est née.
- Audrey Hepburn (1929-1993), née Audrey Kathleen Ruston, comédienne britannique, y est née 48 rue Keyenveld.
- Thérèse Quentin (1929-2015), actrice, y est née.
- Stéphane Steeman (1933-2015), humoriste et fils de Stanislas-André Steeman.
- Christiane Lenain (1935-1999), actrice de théâtre, y vécut.
- Marc Danval (1937-2022), écrivain, artiste et chroniqueur de jazz et de gastronomie belge, comédien, y est né et y vécut.
- Marc Ysaye (1954-), animateur de radio, artiste et directeur de station, y est né.
- Jaco Van Dormael (1957-), réalisateur belge, y est né.
- Olivier Minne (1967-), présentateur de télévision et comédien, y est né.

### Arts plastiques

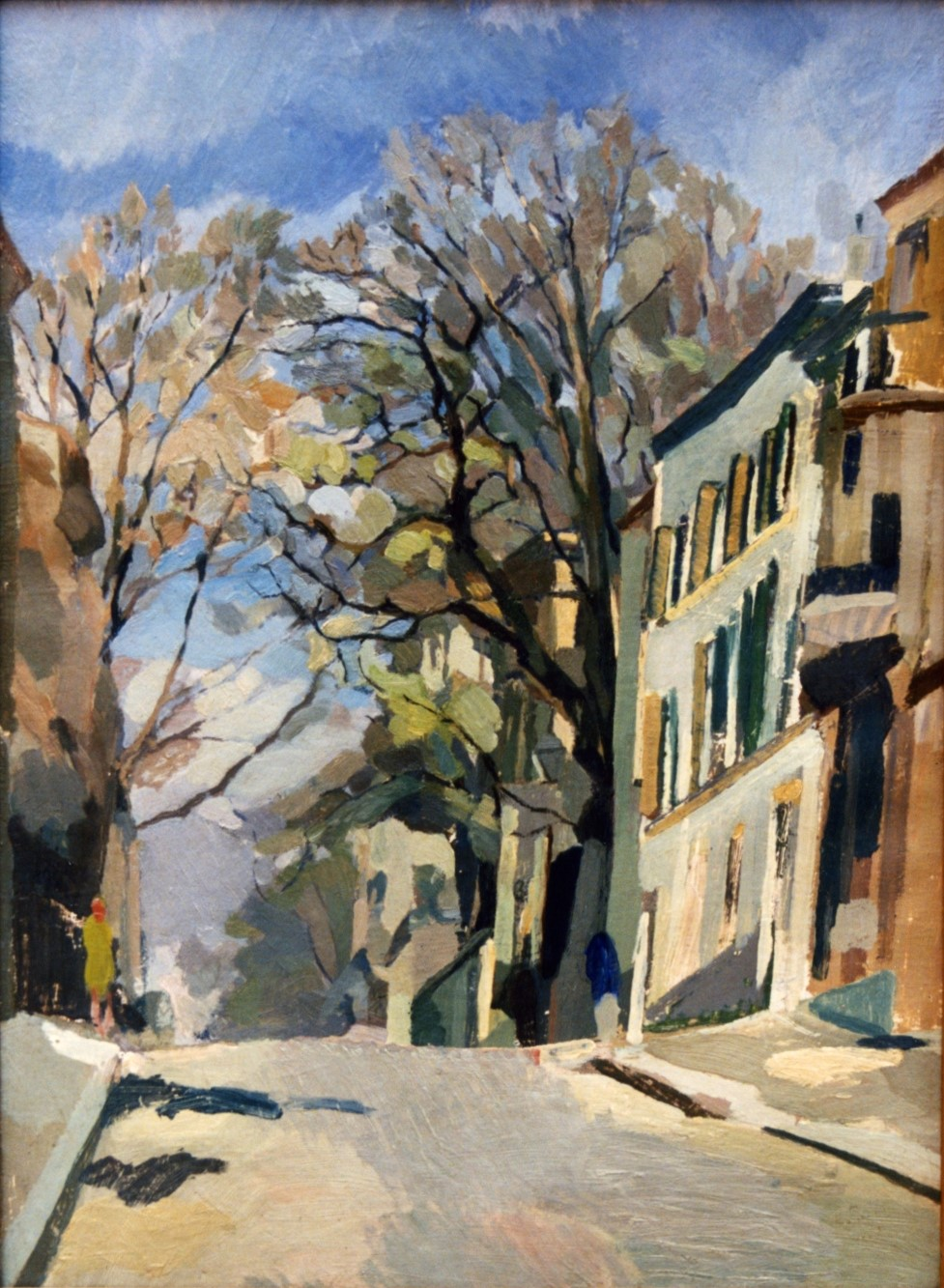
La rue des Champs Elysées à Ixelles, par Marc Fuchs (1930).

- Paul-Louis Cyfflé (1724-1806), sculpteur et modeleur du roi de Pologne en Lorraine, s'y établit vers 1791 et y mourut.
- Antoine Wiertz (1806-1865), peintre et sculpteur, y eut son vaste atelier, devenu musée.
- Euphrosine Beernaert (1831-1901), peintre a vécu rue du Buisson et est morte dans la commune
- Constantin Meunier (1831-1905), peintre et sculpteur réaliste, y mourut.
- Auguste Rodin (1840-1917), sculpteur, y vécut.
- Anna Boch (1848-1936), peintre impressionniste, collectionneuse d'art et mécène.
- Louis Devillez (1855-1941), sculpteur, y est mort.
- Irène d’Olszowska (?-?), artiste dentellière y a vécu
- Fernand Khnopff (1858-1921), maître de la peinture symboliste belge, y mourut.
- Jenny Hoppe (1870-1934), artiste peintre, y mourut.
- Frans Smeers (1873-1960), peintre et dessinateur, y vécut.
- Auguste Perret (1874-1954), architecte français, y naquit.
- Gustave Perret (1876-1952), architecte français, y naquit.
- Jean Lébédeff (ou Ivan Lebedev) (1884-1972), peintre et graveur libertaire, s'y installa.
- Paul de Lassence (1886-1962).
- Zoum Walter (1902-1974), peintre, y est née.
- Marguerite Acarin (1904-1999), dite Akarova, danseuse, peintre et sculpteur, y mourut.
- Élisabeth Ivanovsky (1910-2006), illustratrice, y habita de 1932 à 1946.
- Rachel Baes (1912-1983), peintre surréaliste, y naquit.
- Michel Smolders (1929-2015), sculpteur, y est né.
- Greg (1931-1999), de son nom d’origine Michel Régnier, dessinateur, scénariste, rédacteur en chef et directeur littéraire de bande dessinée belge naturalisé français, y naquit.
- Jean Glibert (1938-2024), artiste, y est né.
- Georges Meurant (1948-), peintre et essayiste, y vit.
- Marc Michetz (1951-), dessinateur de bandes dessinées, y est né.
- Anne Kellens (1954-), peintre et graveur, y vit.

### Musique
- Charles-Auguste de Bériot (1802-1870), compositeur et violoniste, y fit construire un hôtel particulier, devenu l'hôtel communal.
- Charlie Lomond, auteur compositeur interprète, y est installé.
- Maria Malibran (1808-1836), cantatrice y vécut avec son amant, Charles-Auguste de Bériot.
- Joseph Merklin (1819-1905), facteur d'orgues, y fonda sa manufacture.
- Giacomo Puccini (1858-1924), compositeur italien, y mourut.
- Rosa Bouglione (1910-2018), née Rosalie Van Been, artiste de cirque française, y naquit.
- Élyane Célis (1914-1962), chanteuse et actrice, y est née.
- Barbara (1930-1997), auteur, compositeur et interprète, y vécut.
- Eddie Defacq (1933-2013), auteur, compositeur, interprète, clarinettiste de jazz, y naquit.
- José van Dam (1940-), chanteur d'opéra, y est né.
- Jef Elbers (1947-), chanteur bruxellois flamand, y est né.
- Pierre Rapsat (1948-2002), chanteur, y naquit.
- Jean-Luc Fonck (1957-), chanteur, y vit.
- Maurane (1960-2018), nom de scène de Claudine Luypaerts, chanteuse belge, y est née.
- Christophe Miossec (1964-), chanteur français, y vécut.
- Pierre Kolp (1969-), compositeur contemporain, y habite.
- Damso (1992-), rappeur belge d'origine congolaise y a vécu une partie de son enfance.
- Marie Reyland, chanteuse réaliste dans les années 40 y est née en 1919.

### Lettres
- Johan Michiel Dautzenberg (1806-1869), écrivain flamand, y mourut.
- Henri Conscience (1812-1883), écrivain flamand, y mourut.
- Auguste Poulet-Malassis (1825-1878), éditeur de Baudelaire, s'y exila de 1863 à 1869[25].
- Jean Rousseau (1829-1891), homme de lettres, critique d'art, journaliste, historien de l'art et haut fonctionnaire, est mort à Ixelles.
- Frans Jozef de Cort (1834-1878), poète flamand, y mourut.
- Léon Dommartin (1839-1919), journaliste, vécut 47 rue Jean d'Ardenne (plaque commémorative)
- Gentil Theodoor Antheunis (1840-1907), poète et compositeur flamand bilingue, y mourut.
- Camille Lemonnier (1844-1913), écrivain, y naquit et y mourut.
- Joseph Henri Honoré (1856-1940) et Séraphin Justin François Boex (1859-1948), deux frères écrivains connus sous le pseudonyme de J.-H. Rosny.
- Paul Nyssens (1870-1954), auteur et éditeur, y fut établi.
- Blanche Rousseau (1875-1949), femme de lettres, y est née.
- Stephanie Vetter (1884-1974), romancière flamande, y mourut.
- Ernest Claes (1885-1968), écrivain flamand, y mourut.
- Marie Delcourt (1891-1979), philologue classique, helléniste et historienne de la littérature, y naquit.
- Michel de Ghelderode (1898-1962), auteur dramatique, y naquit rue de l'Arbre bénit 71.
- Joseph Weterings (en) (1904-1967), écrivain, musicologue et critique musical, y vécut de nombreuses années.
- René Meurant (1905-1977), poète et ethnographe, y vécut de 1930 à 1946.
- Stanislas-André Steeman (1908-1970), auteur de romans policiers, y habita.
- Julio Cortázar (1914-1984), écrivain argentin, y naquit.
- Françoise Mallet-Joris (1930-2016), écrivaine, y habitait le quartier Saint-Boniface.
- Liliane Wouters (1930-2016), poétesse et dramaturge, y est née.
- Thomas Bernhard (1931-1989), écrivain et dramaturge autrichien, y vécut.
- Anne Richter  (1939-2019), nouvelliste, essayiste et anthologiste, spécialiste du Fantastique féminin, y est née.
- Anne Duguël (ou Gudule) (1945-2015), écrivain, y est née.
- Patrick Roegiers (1947), écrivain, y naquit.
- Roger Noël dit Babar (1955-), imprimeur et éditeur libertaire, y est né.
- Éric-Emmanuel Schmitt (1960-), né à Sainte-Foy-lès-Lyon, écrivain et dramaturge d’origine française, y est installé.
- Florence Aubenas (1961-), journaliste, y est née.
- Amélie Nothomb (1967-), auteure de romans, y a vécu.

### Sciences
- Ernest Solvay (1838-1922), chimiste, industriel et philanthrope, y mourut.
- Mariette Rousseau (1850-1926), mycologue, est née et morte dans cette commune.
- Louis-François Vanderstraeten (1919-2011), historien et militaire, y naquit.
- Viviane Baesens (1958-2007), historienne spécialiste de l'Antiquité romaine, y naquit.

### Société civile et autres
- Pierre-Joseph Proudhon (1809-1865), polémiste, journaliste, économiste, philosophe et sociologue français, y vécut en exil de 1858 à 1862.
- Karl Marx (1818-1883), philosophe et théoricien de la révolution, y vécut deux ans 50 rue Jean d'Ardenne (1846-1848)
- Élie Reclus (1827-1904), ethnologue et militant anarchiste, y mourut.
- Élisée Reclus (1830-1905), géographe et théoricien anarchiste, y vécut à partir de 1894.
- Jean-Baptiste Moens (1833-1908), un des premiers marchands de timbres belges, y habita.
- Raymond Callemin (1890-1913), militant anarchiste et membre de la Bande à Bonnot, y naquit.
- Victor Serge, de son vrai nom Viktor Lvovitch Napoléon Kibaltchitch (1890-1947), écrivain et révolutionnaire russe, opposant à Staline, y naquit.
- Le Baron Louis Empain (1906-1976), homme d'affaires et philanthrope belge, commanditaire de la villa Empain, vécut ses dernières années avenue Jeanne.
- Erna Hamburger (1911-1988), première femme professeure ordinaire de l'École polytechnique fédérale de Lausanne, y naquit.
- Olivier De Schutter (1968-), juriste belge, y est né.

### Sports
- Jacky Ickx (1945-), pilote automobile, y est né et y habita.
- Denis Van Weynbergh (1967-), navigateur, y est né.
- Mike Vanhamel (1989-), footballeur belge, y est né.
- Yannick Ferreira Carrasco (1993-), footballeur international belge, jouant à l'Atlético Madrid, y est né.
- Frank Ntilikina (1998-), basketteur international français, jouant en NBA, y est né.

### Criminels
- Marc Dutroux (1956-), pédocriminel, kidnappeur et assassin, responsable d'actes qui déclenchèrent un scandale d'ampleur nationale, y est né.

## Jumelages
La commune d'Ixelles est jumelée avec :
- Biarritz (France) depuis le 28 janvier 1958 ;
- Kalamu (République démocratique du Congo) depuis le 30 juin 2003 ;
- Zababdeh (Palestine) depuis le 27 novembre 2003, ville natale de Naïm Khader ;
- Megiddo (Israël) depuis 2012, suspendu le 2 Juillet 2024[27]